# Mark Richartz
Mark M.W. Richartz (Schoorl, 7 september 1936 – Maastricht, 31 mei 2013) was een Duits-Nederlands psychiater, doctor en professor.

## Levensloop
Richartz werd geboren als oudste broer van vier. Zijn ouders waren gevlucht uit nazi-Duitsland. Zijn moeder, Fredegund Beck, studeerde in het begin van de Tweede Wereldoorlog in Berlijn. Ze kwam al snel in verzet tegen de fascistische partij. Toen de Gestapo naar haar op zoek was, werd het te gevaarlijk en moest ze Berlijn snel ontvluchten. De vader van Mark Richartz (Carl Richartz) was jurist, maar door de opkomst van de nationaalsocialisten kon hij zijn werk niet meer uitoefenen. 
Mark Richartz was gefascineerd door kunst. Zijn vader was tijdens de oorlog begonnen met een kunsthandel in Amsterdam. Kunst zou nooit helemaal uit zijn leven verdwijnen

## Opleiding en werk
Na de oorlog stuurden zijn ouders hem naar een school in Hessen. In zijn schoolperiode was er nog geen sprake van interesse voor de medische wereld. Later begon hij zijn studie in Frankfurt, Heidelberg. Duitsland had nog een lange weg te gaan na de oorlog. De psychiatrie moest grondig vernieuwd worden. Richartz werkte daar aan mee, samen met andere studiegenoten. 
Richartz kwam in 1976 voor het eerst naar de Universiteit Maastricht voor het opzetten van de Medische faculteit. Hij werkte daarvoor nog in Hannover. 
- Digitale Bibliotheek voor de Nederlandse Letteren: rich030
- Gemeinsame Normdatei: 120313537
- International Standard Name Identifier: 0000 0003 9002 3654
- Nederlandse Thesaurus van Auteursnamen: 069473544
- Virtual International Authority File: 283556080
- WorldCat: E39PCjMHKYkfcXXkcVYbK3Vm7d